# Gustaf Göran Gabriel Oxenstierna
Gustaf Göran Gabriel Oxenstierna, född 3 december 1793 i Stockholm, död 31 mars 1860 i Stockholm, var en svensk greve, militär, possessionat och hovfunktionär. Han var son till Johan Gabriel Oxenstierna och dotterson till Gustaf Wachschlager.
Oxenstierna blev kapten vid Svea livgarde 1825 och tog avsked med majors grad 1826. Han blev kavaljer hos prins Oscar 1815, kammarherre 1822, överkammarherre hos drottning Josefina 1844 och ceremonimästare vid Kunglig Majestäts Orden 1858. Oxenstierna invaldes som ledamot nummer 370 i Kungliga Musikaliska Akademien 30 november 1858.
Oxenstierna donerade sitt musikbibliotek som bestod av 2000 volymer till Musikaliska akademiens bibliotek 1860. I materialet fanns 150 operor i partitur och över 100 operor i klaverutdrag. Donationen hade ett värde på 10 000 riksdaler riksmynt.